# Newport 1665
Le Newport 1665 est un fromage anglais fait à partir de lait de vache cru à Newport, Shropshire. Son nom provient de l'incendie de Newport qui a détruit la plus grande partie de la ville en 1665 — c'est la version fumée du fromage Newport. Il est produit avec du lait de frisonne.
Le Newport 1665 a remporté une médaille d'argent aux World Cheese Awards en 2007.

## Sources
- (en) Cet article est partiellement ou en totalité issu de l’article de Wikipédia en anglais intitulé « Newport 1665 » (voir la liste des auteurs).